# ماهی‌کور
ماهی‌کور یا تترای مکزیکی (نام علمی: Astyanax mexicanus) نام یک گونه از تیره کاراسینان است. این ماهی به دو فرم بینا و نابینا وجود دارد. تترای مکزیکی بینا در رودخانه‌هایی که نور به آن‌ها نفوذ دارد زندگی می‌کند و نوع نابینا (یا همان ماهی کور) در غارهای زیرزمینی سکونت دارد. ماهی کور بدن شفافی نیز دارد.

## تکامل صدا
تترای مکزیکی مانند بسیاری از ماهی‌های دیگر از صدا برای ارتباط برقرار کردن با همنوعان خود استفاده می‌کند. حداقل ۶ صدای مختلف برای این ماهی شناخته شده است، هرچند معنی این صداها در ماهی کور تغییر یافته است. برای مثال یک نوع صدای تیز که در ماهی بینا برای مقابله با دشمن استفاده می‌شود، در ماهی کور هنگام شکار استفاده می‌شود.
حتی در بین خود ماهی‌های کور نیز تنوع در صدا وجود دارد. تحقیقات توسط کارول هیاسینت (Carole Hyacinthe) نشان داده است که تکامل صدا در این ماهی به نزدیکی مکانی ارتباط ندارد. چرا که دیده شده ماهی‌های چند غار مختلف صدای یکسانی دارند، در حالی که در بعضی مناطق حتی در یک غار صداهای مختلفی تکامل یافته است. می‌توان گفت این ماهی‌ها زبان یکسان ولی لهجه‌های متفاوتی دارند. به نظر می‌رسد این ماهی مدل خوبی برای مطالعهٔ تکامل صدا باشد.